# LightPDF
LightPDF, nata nel 2018, è un'applicazione web utilizzata non solo per convertire, modificare e proteggere file PDF, ma anche per convertire in PDF altri formati di file, come jpg, ppt, file di Excel, ecc.
Il sito è molto essenziale e semplice, con pochi fronzoli, e permette all'utente di utilizzare tale strumento su diverse piattaforme, tra cui Windows, macOS, iOS e Android. Non è necessario registrare un account, per usarlo, e i file che vi vengono caricati verranno rimossi immediatamente e definitivamente dopo che l'utente avrà terminato il proprio lavoro.
L'app supporta varie lingue, tra cui inglese, francese, spagnolo, italiano, tedesco, cinese, portoghese, giapponese, turco, arabo, olandese, finlandese, danese, greco, norvegese, polacco, svedese, ceco e ungherese. Il team di sviluppatori di LightPDF assicura che il programma è in grado di garantire massima privacy circa i file caricati dall'utente. È anche possibile scaricare le relative app desktop per modificare o convertire PDF: ApowerPDF e PDF Converter. Entrambe le versioni full non sono gratuite.

## Storia
- Nel 2018, senza necessità di registrazione, gli utenti possono utilizzare direttamente l'applicazione.
- Nel marzo 2019, vengono aggiunte la funzione essenziale OCR e la versione VIP di LightPDF.
- Nell'ottobre 2019, viene aggiunto LightPDF API.